# Preventief Medisch Onderzoek
Een Preventief Medisch Onderzoek (PMO) is een geneeskundig onderzoek bij iemand die geen concrete gezondheidsklachtenindicatie heeft en geen indicatie voor een gezondheidsprobleem. Het PMO heeft als doel eventuele risico's of problemen te voorkomen of vroegtijdig te onderkennen. Indien en risico's of problemen worden geconstateerd kunnen mogelijke behandelwijzen of andere handelingsopties worden aangeboden.

## PMO in Nederland

### Wet
In artikel 18 van de Arbeidsomstandighedenwet (kortweg Arbowet) staat vermeld:
"De werkgever stelt de werknemers periodiek in de gelegenheid een onderzoek te ondergaan, dat erop is gericht de risico's die de arbeid voor de gezondheid van de werknemers met zich brengt zoveel mogelijk te voorkomen of te beperken."

### Doelen
kan meerdere doelen dienen:
- Signaleren van aandoeningen en klachten, in aanvulling op het eigen signaleringsvermogen van werkgevers en werknemers.
- Richting geven aan het beleid voor duurzame inzetbaarheid door signalering van verbeterpunten op het gebied van motivatie, prestatie en werkvermogen.
- Monitoren of beleidsmaatregelen effect hebben en bijsturing behoeven. Bijvoorbeeld: is het beleid voor ongewenste omgangsvormen effectief? Een ander voorbeeld: urine- of bloedmetingen op chemische stoffen in het lichaam, voor een repetitieve check op genomen maatregelen.

### Doelstellingen
In de leidraad Preventief Medisch Onderzoek voor werkenden van de NVAB (2013) staan 3 kerndoelen beschreven:
- Preventie van beroepsziekten en arbeidsgebonden aandoeningen bij individuele en groepen medewerkers.
- Bewaken en bevorderen van de gezondheid van individuele en groepen medewerkers in relatie tot het werk.
- Bewaken en verbeteren van het functioneren en de inzetbaarheid van individuele medewerkers.

Om de inhoud van een PMO goed te kunnen vaststellen is het nodig om vanuit de risico-inventarisatie en -evaluatie de restrisico's te weten.

### Geschiedenis en ontwikkelingen
Aan het begin van de twintigste eeuw ontstond de eerste screening van fabrieksarbeiders, met name op tuberculose. Dit werd later overgenomen door consultatiebureaus waardoor een accentverschuiving plaatsvond. In de jaren 60 kwam, binnen de bedrijfsgezondheidszorg vooral aandacht voor onderzoek en screening van hartziekten. Dit was een voorloper van het latere periodiek bedrijfsgeneeskundig onderzoek (PAGO), gericht op groepsgerichte preventie en verbetering van arbeidsomstandigheden.
In de arbowetgeving werd de verplichting tot uitvoer van het PAGO opgenomen. Ondanks de verplichting in de wetgeving krijgt slechts 10-20% van de Nederlandse beroepsbevolking een PAGO aangeboden en sinds 2000 was een enorme daling in populariteit zichtbaar.
Veel bedrijven vonden het uitvoeren van een PAGO te kostbaar en medewerkers waren van mening dat het niet veel voorstelde.
Stichting Arbouw heeft als een van de weinige het PAGO tot een succes weten te maken. Binnen de bouwsector zijn veel aanpassingen in de arbeidsomstandigheden voortgekomen uit jarenlang PAGO onderzoek. Deze aanpassingen hebben het aantal WAO'ers duidelijk doen afnemen en de gezondheidsschade vanuit werken in de bouw is door deze aanpassingen duidelijk verminderd. Er zijn maar weinig arbodiensten die het PAGO tot een succes hebben weten te brengen. Het PMO daarentegen is vooral opgekomen toen zorgverzekeringen zich op de ziekteverzuimmarkt begaven en het PMO zo goed als gratis konden aanbieden vanuit de premie zorgverzekering. Voor veel werkgevers een aardig voordeel en reden om de zorgverzekering hun collectiviteit aan te laten bieden binnen het bedrijf. Goedkoop preventief medisch onderzoek, dat meer in de lijn lag de huidige markt van de vitaliteitsgedachte en zo als een zogenaamde vervanging van het PAGO zijn weg kon vinden. Het uiteindelijk verlaten van het wettelijk verplichte PAGO zal een negatieve werking hebben op de verbeteringen van (toekomstige) arbeidsomstandigheden. Er zal daarnaast minder inzicht zijn in het ontstaan van (mogelijke)beroepsziekte ook de preventie naar voorkomen hiervan zal hierdoor afnemen.
Het huidige PMO is aan discussie onderhevig. Onduidelijke doelen, onvoldoende kwaliteit en daardoor onnodige kosten voor werkgever zijn argumenten die worden gegeven. Anderzijds gaan er geluiden op dat het wel degelijk een heel waardevol instrument kan zijn zowel voor organisaties en individuele medewerkers: voor actieve verzuimpreventie op basis van de RI&E en ter verbetering van motivatie, inzetbaarheid en productiviteit. Dat vraagt wel om een heroriëntatie op het huidige gebruik. Een goed uitgevoerd, op maat gemaakt PMO past in de huidige trend van langer doorwerken, zelforganisatie en participatie van medewerkers. Eigen verantwoordelijkheid voor en zelfregie bij het eigen werkvermogen zijn hierbij sleutelbegrippen (van baan- naar werkzekerheid).

### Definitie
PMO van werkenden betreft het vrijwillig medisch onderzoek van werkenden, de bespreking met de werknemer van de uitslag, en het op basis hiervan geven van adviezen en uitvoering van of verwijzing voor interventies. PMO kan leiden tot een terugkoppeling op groepsniveau aan het bedrijf.
Onder dienstverlening wordt verstaan:
- Uitvoering van of vakmatige begeleiding bij het onderzoek.
- Analyseren van en rapporteren over het onderzoeksresultaat.
- Op basis van het onderzoeksresultaat doorverwijzen of adviseren van de cliënt ten aanzien van mogelijke vervolgstappen.

### Aanbieders
Er zijn verschillende aanbieders op de markt voor PMO, waaronder arbodiensten en andere organisaties.